# Auguste Gauvain
Pour les articles homonymes, voir Gauvain (homonymie).

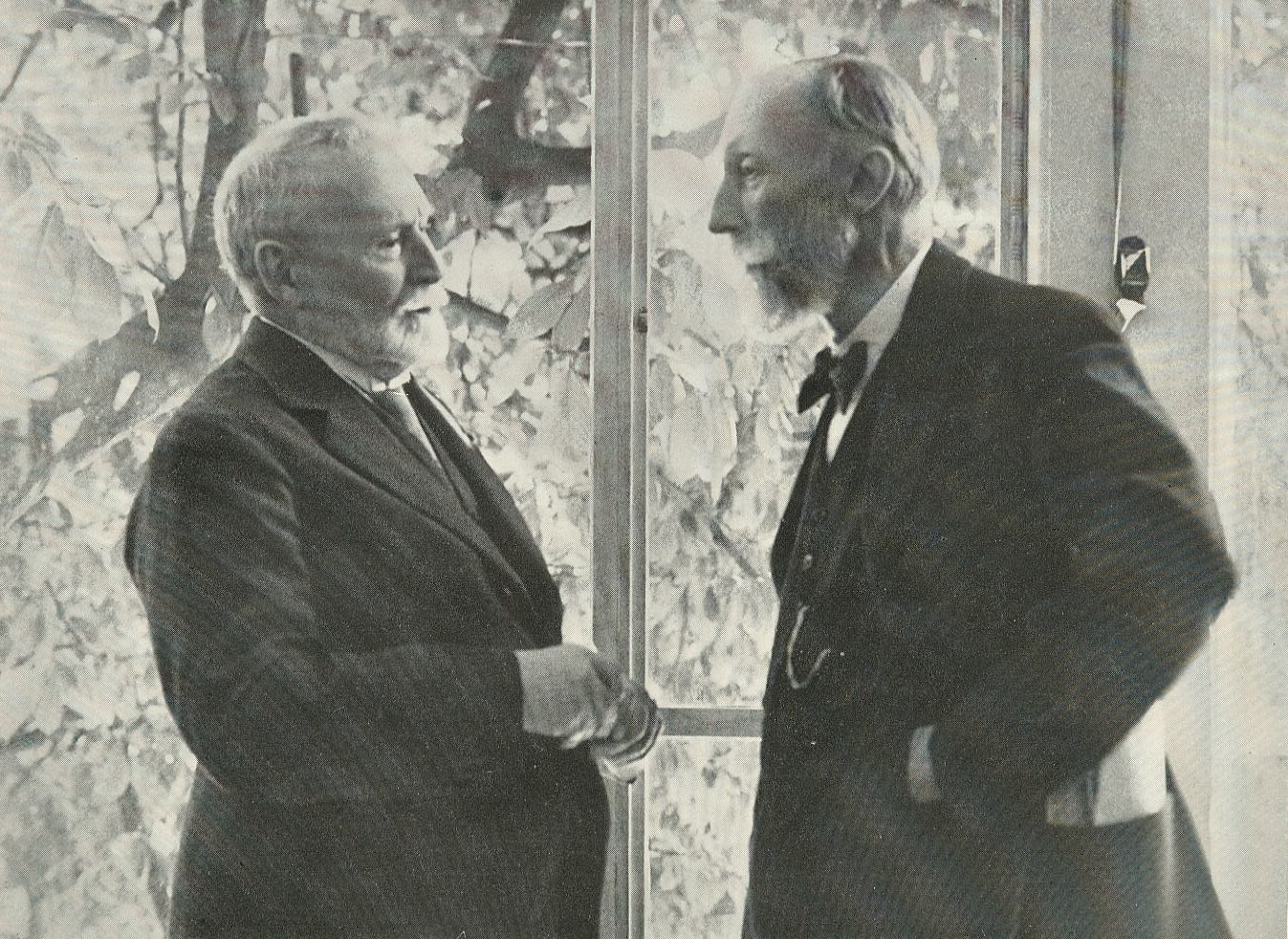
Erich Salomon : Raoul Dandurand et Auguste Gauvain

Auguste Gauvain, né le 6 octobre 1861 à Vesoul et mort à Pau le 18 avril 1931, est un journaliste et diplomate français,.

## Biographie
Auguste Gauvin est né au 4 rue des Ilottes à Vesoul. Il étudie au lycée de Vesoul, ou il est reconnu comme étant un bon élève.
Après des études de droit, il travaille dès 1889 pour le Journal des débats et devient, en 1893, secrétaire général de la Commission du Danube. En 1904, il est nommé secrétaire francophone de l'Office central des transports internationaux à Berne. Il retourne, en 1908, au Journal des débats dont il dirige, dès lors, la rubrique de politique étrangère. En 1922, il est élu membre de l'Académie des sciences morales et politiques. Il est aussi connu pour avoir pratiqué l'histoire immédiate en rédigeant notamment des ouvrages sur la Première Guerre mondiale et en participant au volume qui lui est consacré dans l'Histoire de la France contemporaine d'Ernest Lavisse.
Au début des années 1930, il est membre du conseil d'administration de l'École libre des sciences politiques.

## Œuvres
- Les origines de la guerre européenne, Paris, A. Colin, 1915, prix Halphen de l'Académie française en 1917.
- L’Europe avant la guerre, Paris, A. Colin, 1917
- L’Affaire grecque, Paris Bossard 1917
- La première guerre balkanique 1912, Paris, Bossard, 1918
- La deuxième guerre balkanique 1913, Paris, Bossard, 1918
- La question yougoslave, Paris, Bossard, 1918
- L’Encerclement de l'Allemagne, Paris, Bossard, 1919